# Janne Ryynänen
Janne Pekka Ryynänen (* 1. Januar 1988 in Rovaniemi) ist ein finnischer Nordischer Kombinierer.

## Werdegang
Ryynänen, der für Ounasvaaran Hiihtoseura startet, gab sein internationales Debüt bei der den Nordischen Junioren-Skiweltmeisterschaften 2003 in Sollefteå. Im Team-Massenstart erreichte er mit der Mannschaft Rang sechs. Im Sprint-Einzel landete er auf Rang 15. Ab März 2003 startete Ryynänen im B-Weltcup der Nordischen Kombination. Bereits in seinem ersten Wettbewerb in Kuusamo erreichte er als 21. die Punkteränge. Auch in die Saison 2003/04 startete er nach zwei schwachen Ergebnissen in Rovaniemi mit einem Punkteerfolg in Lillehammer.
Nachdem Ryynänen bei den Nordischen Junioren-Skiweltmeisterschaften 2004 in Stryn im Sprint Rang sieben erreichte und mit dem Team auf dem vierten Platz landete, gab er am 5. März 2004 im Sprint von Lahti sein Debüt im Weltcup der Nordischen Kombination. Da er jedoch bis zum Saisonende und auch zu Beginn der Saison 2004/05 ohne Weltcup-Punkte blieb, ging er zurück in den B-Weltcup. Bei den Nordischen Junioren-Skiweltmeisterschaften 2005 in Rovaniemi verpasste er erneut eine Medaille. Im Einzel erreichte er Rang fünf. Im Team-Massenstart erreichte er mit der Mannschaft Rang sieben. Im Sprint kam er erneut nicht über Rang 15 hinaus.
Zur Saison 2005/06 kam er zurück in den A-Nationalkader und erreichte bereits im ersten Wettbewerb in Kuusamo die Punkteränge. Am 17. Dezember 2005 erreichte er in Ramsau am Dachstein als Zehnter erstmals eine Top-10-Platzierung. Nach weiteren Platzierungen in den Weltcup-Punkterängen erhielt er die Nominierung für die Olympischen Winterspiele 2006 in Turin. Dabei startete der 18-Jährige nur im Sprint und erreichte Rang 37, nachdem er nach dem Springen noch auf Rang 29 lag. Ein Jahr später gelang ihm bei der Nordischen Skiweltmeisterschaft 2007 in Sapporo gemeinsam mit Anssi Koivuranta, Jaakko Tallus und Hannu Manninen die Goldmedaille im Teamwettbewerb.
Trotz dieses Erfolgs startete Ryynänen wenig später noch bei den Nordischen Junioren-Skiweltmeisterschaften 2007 in Tarvisio. Jedoch blieb er hinter den Erwartungen zurück und erreichte nach Rang 60 im Einzel mit der Mannschaft als Sechster erneut keine Medaille und wurde Sechster. Im Sprint belegte er am Ende Rang 21. Bei den folgenden Weltcups landete er bis auf zwei Ausnahmen regelmäßig in den Punkterängen. Bei den Nordischen Junioren-Skiweltmeisterschaften 2008 in Zakopane gewann er im Einzel auch seine erste Junioren-Medaille und holte Bronze.
Im November 2008 gelang ihm in Kuusamo zu Beginn der Saison 2008/09 zweimal ein zweiter Platz und damit seine ersten beiden Podestplätze. In der Folge konnte er diesen Rang erstmals nicht mehr erreichen. Nach einem medaillenlosen Start bei der Nordischen Skiweltmeisterschaft 2009 in Liberec startete er im Folgejahr zu seinen zweiten Olympischen Winterspielen 2010 in Vancouver. Nachdem ihm im Einzel von der Normalschanze als 26. kein gutes Ergebnis gelang, überraschte er die Konkurrenz mit Rang 12 von der Großschanze. Mit der Finnischen Mannschaft belegte er im Teamwettbewerb den siebenten Rang. Im August 2010 startete er erstmals im Sommer-Grand-Prix und stand als Dritter beim Einzel in Oberstdorf erneut auf dem Podium.
Nachdem er ab dem Beginn der Saison 2009/10 ausnahmslos gute Platzierung in den Punkterängen erreicht hatte, startete er bei der Nordischen Skiweltmeisterschaft 2011 in Oslo. Jedoch blieb er dabei erneut ohne einen Medaillenerfolg. Zum Start der Saison 2011/12 stand er in Kuusamo erneut auf dem Podium. Den Sommer-Grand-Prix 2012 beendete er in allen Rennen unter den besten zehn und am Ende auf dem neunten Gesamtrang. Die folgende Saison 2012/13 begann für Ryynänen schwach und ohne große Erfolge. Auch bei der Nordischen Skiweltmeisterschaft 2013 im Val di Fiemme blieb er erneut ohne Medaille. Im Einzel von der Normalschanze belegte er nur Rang 29, bevor er mit der Mannschaft im Teamwettbewerb nur auf dem achten Rang landete. Im Einzel von der Großschanze belegte er den 26. Platz.
Obwohl er in der Folge auch weiterhin ohne vordere Platzierungen bei Einzelweltcups blieb, startete er im Februar 2014 bei den Olympischen Winterspielen 2014 in Sotschi. Bei seinen dritten Spielen erreichte Ryynänen von der Normalschanze Rang 36 und von der Großschanze Rang 40.

## Erfolge

### Weltcup-Statistik
Die Tabelle zeigt die erreichten Platzierungen im Einzelnen.
- Platz 1.–3.: Anzahl der Podiumsplatzierungen
- Top 10: Anzahl der Platzierungen unter den ersten zehn
- Punkteränge: Anzahl der Platzierungen innerhalb der Punkteränge
- Starts: Anzahl gelaufener Rennen in der jeweiligen Disziplin

| Platzierung             | Einzel a | Sprint | Massenstart | Team   | Team    | Gesamt |
| Platzierung             | Einzel a | Sprint | Massenstart | Sprint | Staffel | Gesamt |
| ----------------------- | -------- | ------ | ----------- | ------ | ------- | ------ |
| 1. Platz                |          |        |             |        | 1       | 1      |
| 2. Platz                | 3        |        |             |        |         | 3      |
| 3. Platz                |          |        |             |        |         |        |
| Top 10                  | 15       | 3      | 3           |        | 5       | 26     |
| Punkteränge             | 69       | 16     | 8           |        | 9       | 102    |
| Starts                  | 91       | 23     | 12          |        | 9       | 135    |
| Stand: 22. Februar 2014 |          |        |             |        |         |        |